# Lijst van voetbalinterlands Iran - Sovjet-Unie
Deze lijst van voetbalinterlands is een overzicht van alle officiële voetbalwedstrijden tussen de nationale teams van Iran en de Sovjet-Unie. De landen speelden twee keer tegen elkaar. De eerste ontmoeting, een vriendschappelijke wedstrijd, werd gespeeld in Teheran op 6 september 1978. Het laatste duel, eveneens een vriendschappelijke wedstrijd, vond plaats op 28 januari 1985 in Kochi (India).

## Wedstrijden
| № | Plaats  | Datum            | Competitie        | Wedstrijd          | Uitslag |
| - | ------- | ---------------- | ----------------- | ------------------ | ------- |
| 1 | Teheran | 6 september 1978 | Vriendschappelijk | Iran − Sovjet-Unie | 0 − 1   |
| 2 | Kochi   | 28 januari 1985  | Vriendschappelijk | Sovjet-Unie − Iran | 2 − 0   |

## Samenvatting
| Competitie        | Totaal gespeeld | Winst Iran | Gelijk | Winst Sovjet-Unie | Doelsaldo Iran – Sovjet-Unie |
| ----------------- | --------------- | ---------- | ------ | ----------------- | ---------------------------- |
| Vriendschappelijk | 2               | 0          | 0      | 2                 | 0 − 3                        |
| Totaal            | 2               | 0          | 0      | 2                 | 0 − 3                        |